# Bancourt
Bancourt település Franciaországban, Pas-de-Calais megyében. Lakosainak száma 84 fő (2022. január 1.). Bancourt Beugnâtre, Riencourt-lès-Bapaume, Villers-au-Flos, Bapaume, Favreuil, Frémicourt és Haplincourt községekkel határos.

## Népesség
A település népességének változása:
| Lakosok száma | 80   | 84   | 86   | 87   | 87   | 88   | 86   | 85   | 84   |
|               | 2013 | 2015 | 2016 | 2017 | 2018 | 2019 | 2020 | 2021 | 2022 |